# Barry Shabaka Henley
Pour les articles homonymes, voir Henley.
Barry Shabaka Henley est un acteur américain, né le 15 septembre 1954 à La Nouvelle-Orléans.

## Filmographie partielle

### Cinéma
- 1993 : Tina : le docteur d'El Paso
- 1995 : Destiny Turns on the Radio : Dravec
- 1995 : Le Maître des illusions : Dr Toffler
- 1995 : Le diable en robe bleue : Le bûcheron ambulant
- 1997 : Bulworth : Leroy
- 1998 : Le Témoin du Mal (Fallen) de Gregory Hoblit : un policier
- 1998 : Rush Hour : Bobby
- 1998 : Docteur Patch : Emmet
- 1999 : Perpète (Life) de Ted Demme : Pokerface
- 2001 : Ali : Jabir Herbert Muhammad
- 2004 : Le Terminal : Thurman
- 2004 : Collatéral : Daniel
- 2005 : Quatre frères : Conseiller Douglas
- 2006 : Miami Vice : Deux flics à Miami : Castillo
- 2009 : Les Cavaliers de l'Apocalypse : Tuck
- 2009 : Jeux de pouvoir : Gene Stavitz
- 2009  : Streets of Blood : Capitaine Friendly
- 2011 : Drôles d'oiseaux de David Frankel : Dr Neil Kramer
- 2012 : 12 heures : Reginald
- 2013 : Carrie : La Vengeance : le proviseur Morton
- 2016 : Paterson de Jim Jarmusch : le patron de bar
- 2017 : Lucky de John Carroll Lynch : le patron du restaurant

### Télévision
- 1994 : Urgences (saison 1, épisode 6) : l'inspecteur
- 1995 : Mariés, deux enfants (saison 9, épisode 14) : Charlie
- 2001 : Oz (saison 4, épisode 11) : Lieutenant Schmand
- 2004 : New York, unité spéciale (saison 5, épisode 14) : Asante Odufemi
- 2004 : New York Police Blues (saison 12, épisodes 7 et 8) : Archie Day
- 2005 : Grey's Anatomy (saison 1, épisode 5) : M. Patterson
- 2005-2006 : Close to Home, 9 épisodes : Inspecteur Drummer
- 2006 : Numbers (saison 3, épisode 8) : Coach Grady
- 2007 : Heroes, 4 épisodes : Inspecteur Bryan Fuller
- 2009 - 2010 : Flashforward, 13 épisodes : Agent Shelly Vreede
- 2010 : Lie to Me (saison 3, épisode 7) : Dr Olson
- 2011 : Body of Proof : Al Chapman (saison 1, épisode 2)
- 2013 : L'Amour au jour le jour (Remember Sunday) : Baptiste
- 2013 : Shameless (saison 3, épisode 7) : juge Glen Aufseeser
- 2015 : Better Call Saul, 3 épisodes : l'inspecteur Sanders
- 2015 : Black-ish (saison 2, épisode 8) : T Jackson
- 2016 : NCIS : Nouvelle-Orléans (saison 2, épisode 19) : inspecteur Todd Lamont
- 2017 : Elementary (saison 5, épisode 12) : Wendell Hecht
- 2017 : NCIS : Enquêtes spéciales (saison 14, épisode 15) : Earl Goddard
- 2017 : Harry Bosch (saison 3, épisodes 4 et 9) : Terry Drake
- 2025 : Pour toujours : George